# Hillerslev
Hillerslev es un pueblo ubicado en Thy a un altura menor a 200 metros sobre el nivel del mar. Se encuentra a 16 Km al sureste de Hanstholm, a 37 Km al oeste de Fjerritslev y a 7 Km al norte de Thisted. La ciudad pertenece al municipio de Thisted y está situada en la región de Nordjylland.
Hillerslev pertenece a la parroquia Hillerslev. La Iglesia de Hillerslev se encuentra en la ciudad. La iglesia tiene una decoración en ladrillo de ajedrez en el lado sur del coro.

## Facilidades
La escuela pública de Hillerslev, que en el año escolar 2015-2016 tenía 88 estudiantes, cerró en 2016. Fue reemplazada por la escuela privada de Thy, que ofrece una guardería, jardín de infantes, escuela primaria y secundaria (hasta el noveno grado) y una guardería extraescolar en una organización en un edificio que cuenta con una sala de juegos y se encuentra cerca de canchas de fútbol y un patio de juegos.
La Asociación Hillerslev Sport ofrece gimnasia, fútbol (al aire libre e indoor), bádminton, petanca y natación familiar en el centro de natación de Thy Hallen en Thisted.
El Hillerslev Kultur- og Forsamlingshus puede albergar a 200 personas para comer.
Hillerslev tiene la tienda Dagli'Brugsen.

## Historia

### Hillerslevhus
Hillerslev solía ser propiedad de la Corona. En un área pantanosa actual a unos 600 metros al noreste de la iglesia se encuentra Storevold que son las ruinas de un castillo en un terraplén, a las que se les llama voldsted. Este voldsted fue la antigua ubicación del castillo Hillerslevhus, una corte feudal que se menciona en las tierras que poseía el rey Valdemar II de Dinamarca en Jutlandia en el año 1231. El "gran patio" luego pasó a manos de varios nobles cuando se desintegró el poder centralizado. La propiedad volvió a la Corona, pero fue prenda de la reina Margarita I. Parece haber sido destruida por un incendio, posiblemente durante un levantamiento campesino en 1441. Se han encontrado restos de estructuras de pilotes, algunos de los cuales pueden haber sido parte de un antiguo puente, así como otros objetos que datan de la Edad Media. El voldsted solía llamarse Margrethevold.

### Distrito de Hillerslev
Hillerslev fue un lugar de juicio en el distrito de Hillerslev, que en la Edad Media pertenecía al Thysyssel y desde 1793 al condado de Thisted.

### La ciudad de la estación de tren
En 1901, Hillerslev fue descrito como: "Gran Hillerslev (1250: Hyldæslef, 1406: Hildersløvæ) con una iglesia, una casa parroquial, una escuela y una lechería cooperativa". En el mapa topográfico de la encuesta de mediados de siglo XX, también se muestra una casa de misiones y una casa de comadrona.
Hillerslev tenía una estación de tren en Thisted-Fjerritslev Jernbane (Ferrocarril Thisted-Fjerritslev) (1904-1969).

## Industria
La fábrica de cal de Hillerslev fue originalmente propiedad y operada por la compañía de ferrocarriles, la cual la vendió a Vestjyllands Mergelforsyning en 1942. La fábrica produce cal agrícola y todavía suministra a estaciones de maquinaria a lo largo de toda la costa oeste. En la década de 1970, la fábrica tenía 20 empleados, pero ahora un solo hombre maneja toda la operación. Anteriormente, la cal se secaba en un horno, pero el petróleo se ha vuelto demasiado caro, por lo que ahora la cal solo se extrae cuando ha habido 14 días de tiempo seco.
La fábrica de maquinaria Hillerslev produce máquinas y equipos de acero inoxidable, principalmente para la industria alimentaria, y se ha especializado en instalaciones automáticas completas.

## Personajes ilustres
- Jonas Vingegaard (1996), ciclista.
- Mathias Steenstrup (1822-1904), escritor.